# واکنش پامومنتال
واکنش پامومنتال (به انگلیسی: Palmomental reflex) (palm به معنی کف دست) یک واکنش اولیه و ابتدایی شامل کشش ناگهانی ماهیچه چانه که توسط یک قسمت مخصوص از کف دست بیرون کشیده می‌شود، است. این عمل در دوران طفولیت نمایان می‌شود و با بلوغ مغز در طول دوران بچگی، ناپدید می‌شود اما ممکن است به علت خلال در مسیرهای مهاری پوستی نرمال، دوباره نمایان شود. در نتیجه از علائم آسیب لوب جلویی است.

## پژوهش
مارینسکو و رادوویچی در مقاله اولیهٔ خود، این فرضیه را مطرح کردند که هر دو بازوی تو برنده و بیرون برندهٔ این واکنش در یک ناحیه (همان طرف) از قسمت تحریک شدهٔ دست، قرار دارند؛ که به هر حال این فرضیه بی‌اساس باقی‌مانده‌است.
PMR اغلب به صورت مداوم در شرایط متفاوت عصب شناختی، هم موضعی و هم پراکنده، یافت می‌شود. اینها شامل شرایط مادرزادی مانند سندروم داون، که معلوم نیست که آیا این واکنش در طول زندگی ادامه دارد یا ناپدید می‌شود و سپس با شروع بیماری آلزایمر، دوباره نمایان می‌شود. این واکنش در افراد مسن متداول است و نباید به عنوان یک روند زوال عقلی تلقی شود.

## پاسخ شهودی و استنباطی
برجستگی تنار، به سرعت توسط یک تکه چوب نازک با فشار متوسط، از لبه مچ تا تکیه‌گاه شست لطمه می‌بیند. یک واکنش مثبت وقتی در نظر گرفته می‌شود اگر یک کشش ناگهانی قابل دیدن در جفت عضله زیر چانه، وجود داشته باشد.

## ارزش موضعی
یک پژوهش که روی جمعی از بیمارانی که جراحی عصب انجام داده بودند، انجام شد، نشان داد که هیچ مشارکت قابل توجهی بین ناحیه واکنش و ناحیه ضایعه نیمکره، با واکنش‌های تک ناحیه‌ای و ضایعه‌های تک ناحیه‌ای، وجود ندارد.
واکنش‌های ابتدایی مانند PMR به صورت کلاسیک به عنوان یک سری علائم که روی قسمت قدامی دو نیمکره مخ تأثیر می‌گذارد، دیده می‌شد، در هر صورت این دید سنتی کمی سؤال‌برانگیز است به این دلیل که این واکنش به عنوان مثال در مواردی از آسیب‌شناسی لوب موقت
تک ناحیه‌ای، یاد شده‌است.
یک ارائه در ۱۹امین نشست انجمن عصب‌شناسی اروپا، یک ارتباط محتمل را بین حضور PMR و سکته، مطرح کرد.
بیماران مبتلا به PMR به صورت قابل توجهی احتمال وقوع حمله ایسکمی خاموش را نسبت به بیمارانی که این واکنش در آن‌ها نبود، داشتند.